# Belarussischer Fußballpokal 2019/20
Der Belarussische Fußballpokal 2019/20 war die 29. Austragung des belarussischen Pokalwettbewerbs der Männer. Das Finale fand am 24. Mai 2020 im Dinamo-Stadion von Minsk statt. Titelverteidiger FK Schachzjor Salihorsk schied im Halbfinale gegen den FK Dinamo Brest aus. Pokalsieger wurde BATE Baryssau, der sich im Finale gegen den FK Dinamo Brest durchsetzte.

## Modus
Im Gegensatz zur Liga wurde der Pokal im Herbst-Frühjahr-Rhythmus ausgetragen. Bis zum Achtelfinale wurden die Begegnungen in einem Spiel ausgetragen. Bei unentschiedenem Ausgang wurde zur Ermittlung des Siegers eine Verlängerung gespielt. Stand danach kein Sieger fest, folgte ein Elfmeterschießen. Ab dem Viertelfinale wurden die Sieger in Hin- und Rückspiel ermittelt. Der Pokalsieger qualifizierte sich für die UEFA Europa League.

## Teilnehmende Teams
| Wyschejschaja Liha (16) | Perschaja Liha (15) | Druhaja Liha (15) | Amatarskaja Liha (6) |
| --- | --- | --- | --- |
| - BATE Baryssau - FK Dinamo Brest - FK Enerhetyk-BDU Minsk - FK Haradseja - FK Njoman Hrodna - FK Homel - FK Islatsch - Dnjapro Mahiljou - FK Minsk - FK Dinamo Minsk - FK Schachzjor Salihorsk - FK Slawija-Masyr - FK Sluzk - FK Tarpeda Minsk - FK Tarpeda-BelAS Schodsina - FK Wizebsk | - FK Baranawitschy - Belschyna Babrujsk - Chimik Swetlahorsk - FK Hranit Mikaschewitschy - NFK Minsk - FK Lokomotiv Homel - FK Lida - Naftan Nawapolazk - FK Orscha - FK Ruch Brest - FK Slonim-2017 - FK Smaljawitschy - FK Smarhon - FK Sputnik Retschyza - FK Wolna Pinsk | - Arsenal Dsjarschynsk - Aschmjany-BDUFK - FK Assipowitschy - FK Horki - FK Iwazewitschy - FK Klezk - FK Maladsetschna - FK Enerhetyk-BDATU Minsk - FK JuAS Schytkawitschy - FK Njoman-Ahro Stoubzy - SMIautatrans Smaljawitschy - SDJuSSch-3-Stanles Pinsk - FK Underdog Tschysz - FK Usda - Wiktorija Marjina Horka | - DjuSSch Pinsk - Dsizjatschaselski Haradok - FK Feniks Minsk - PK Kramko Kwasouka - FK Mantaschnik Masyr - Serwaljuks-Ahra Mjaschysjatki |

## 1. Qualifikationsrunde
Teilnehmer waren 6 Amateurvereine und 6 Drittligisten. Die unterklassigen Teams hatten Heimrecht.
| Datum      |                                   | Ergebnis              |                                  |
| ---------- | --------------------------------- | --------------------- | -------------------------------- |
| 22.05.2019 | Serwaljuks-Ahra Mjaschysjatki (A) | 2:6                   | FK Iwazewitschy (III)            |
| 22.05.2019 | FK Mantaschnik Masyr (A)          | 3:1                   | SDJuSSch-3-Stanles Pinsk (III)   |
| 22.05.2019 | PK Kramko Kwasouka (A)            | 2:1                   | FK Enerhetyk-BDATU Minsk (III)   |
| 22.05.2019 | DjuSSch Pinsk (A)                 | 1:3                   | FK Underdog Tschysz (III)        |
| 22.05.2019 | FK Feniks Minsk (A)               | 0:5                   | Wiktorija Marjina Horka (III)    |
| 22.05.2019 | Dsizjatschaselski Haradok (A)     | 1:1 n. V. (6:7 i. E.) | SMIautatrans Smaljawitschy (III) |

## 2. Qualifikationsrunde
Teilnehmer waren die 6 Sieger der ersten Qualifikationsrunde, 9 weitere Drittligisten und 13 Zweitligisten. Die unterklassigen Teams hatten Heimrecht.
| Datum      |                                  | Ergebnis              |                            |
| ---------- | -------------------------------- | --------------------- | -------------------------- |
| 12.06.2019 | FK JuAS Schytkawitschy (III)     | 00:3 1                | NFK Minsk (II)             |
| 12.06.2019 | Wiktorija Marjina Horka (III)    | 2:3                   | FK Sputnik Retschyza (II)  |
| 12.06.2019 | FK Mantaschnik Masyr (A)         | 0:1                   | Naftan Nawapolazk (II)     |
| 12.06.2019 | FK Assipowitschy (III)           | 0:1                   | FK Smaljawitschy (II)      |
| 12.06.2019 | FK Underdog Tschysz (III)        | 1:3                   | FK Lida (II)               |
| 12.06.2019 | FK Iwazewitschy (III)            | 2:3 n. V.             | FK Ruch Brest (II)         |
| 12.06.2019 | Aschmjany-BDUFKIII)              | 2:1                   | Chimik Swetlahorsk (II)    |
| 12.06.2019 | SMIautatrans Smaljawitschy (III) | 0:6                   | FK Smarhon (II)            |
| 12.06.2019 | FK Maladsetschna (III)           | 0:5                   | Arsenal Dsjarschynsk (III) |
| 12.06.2019 | FK Usda (III)                    | 1:2                   | Belschyna Babrujsk (II)    |
| 12.06.2019 | PK Kramko Kwasouka (A)           | 0:2                   | FK Slonim-2017 (II)        |
| 12.06.2019 | FK Horki (III)                   | 0:3                   | FK Wolna Pinsk (II)        |
| 12.06.2019 | FK Njoman-Ahro Stoubzy (III)     | 1:2                   | FK Baranawitschy (II)      |
| 12.06.2019 | FK Klezk (III)                   | 2:2 n. V. (5:3 i. E.) | FK Orscha (II)             |

## 1. Runde
Teilnehmer waren die 14 Sieger der zweiten Qualifikationsrunde, weitere 2 Zweitligisten und die 16 Mannschaften der Wyschejschaja Liha 2019. Die unterklassigen Teams hatten Heimrecht.
| Datum      |                                | Ergebnis              |                                |
| ---------- | ------------------------------ | --------------------- | ------------------------------ |
| 26.06.2019 | FK Slonim-2017 (II)            | 1:3                   | FK Wizebsk (I)                 |
| 26.06.2019 | FK Smaljawitschy (II)          | 0:2                   | FK Schachzjor Salihorsk (I)    |
| 26.06.2019 | FK Sputnik Retschyza (II)      | 2:5                   | BATE Baryssau (I)              |
| 26.06.2019 | FK Hranit Mikaschewitschy (II) | 0:2                   | FK Dinamo Minsk (I)            |
| 24.07.2019 | FK Baranawitschy (II)          | 1:7                   | FK Tarpeda-BelAS Schodsina (I) |
| 24.07.2019 | Naftan NawapolazkII)           | 2:1 n. V.             | FK Njoman Hrodna (I)           |
| 27.07.2019 | FK Smarhon (II)                | 1:4                   | FK Homel (I)                   |
| 27.07.2019 | FK Lokomotiv HomelII)          | 3:0                   | FK Haradseja (I)               |
| 27.07.2019 | NFK Minsk (II)                 | 1:3 n. V.             | FK Slawija-Masyr (I)           |
| 27.07.2019 | FK Wolna Pinsk (II)            | 1:3                   | Dnjapro Mahiljou (I)           |
| 27.07.2019 | FK Ruch Brest (II)             | 0:1                   | FK Dinamo Brest (I)            |
| 28.07.2019 | Arsenal Dsjarschynsk (II)      | 0:6                   | FK Enerhetyk-BDU Minsk (I)     |
| 28.07.2019 | Aschmjany-BDUFK (II)           | 1:3                   | FK Islatsch (I)                |
| 28.07.2019 | Belschyna Babrujsk (II)        | 1:3                   | FK Minsk (I)                   |
| 28.07.2019 | FK Klezk (II)                  | 2:7                   | FK Tarpeda Minsk (I)           |
| 28.07.2019 | FK Lida (II)                   | 3:3 n. V. (2:3 i. E.) | FK Sluzk (I)                   |

## Achtelfinale
Teilnehmer waren die 16 Sieger der ersten Runde.
| Datum      |                            | Ergebnis  |                                |
| ---------- | -------------------------- | --------- | ------------------------------ |
| 03.08.2019 | FK Enerhetyk-BDU Minsk (I) | 2:3       | FK Islatsch (I)                |
| 03.08.2019 | FK Dinamo Minsk (I)        | 3:1 n. V. | FK Homel (I)                   |
| 03.08.2019 | BATE Baryssau (I)          | 8:1       | FK Tarpeda Minsk (I)           |
| 03.08.2019 | FK Dinamo Brest (I)        | 3:1       | FK Minsk (I)                   |
| 04.08.2019 | Naftan Nawapolazk (II)     | 1:4       | FK Tarpeda-BelAS Schodsina (I) |
| 04.08.2019 | Dnjapro Mahiljou (I)       | 2:1       | FK Sluzk (I)                   |
| 04.08.2019 | FK Slawija-Masyr (I)       | 3:1       | FK Wizebsk (I)                 |
| 04.08.2019 | FK Lokomotiv Homel (II)    | 1:2       | FK Schachzjor Salihorsk (I)    |

## Viertelfinale
| Datum          |                                | Gesamt          |                             | Hinspiel | Rückspiel |
| -------------- | ------------------------------ | --------------- | --------------------------- | -------- | --------- |
| 09./14.03.2020 | FK Tarpeda-BelAS Schodsina (I) | 0:3             | FK Schachzjor Salihorsk (I) | 0:1      | 0:2       |
| 09./14.03.2020 | FK Dinamo Minsk (I)            | 3:5             | BATE Baryssau (I)           | 1:2      | 2:3       |
| 10./15.03.2020 | Dnjapro Mahiljou (I)           | 0:6             | FK Slawija-Masyr (I)        | 00:3 10  | 0:3 1     |
| 10./15.03.2020 | FK Dinamo Brest (I)            | 0:0 (5:3 i. E.) | FK Islatsch (I)             | 0:0      | 0:0 n. V. |

## Halbfinale
| Datum          |                      | Gesamt    |                             | Hinspiel | Rückspiel |
| -------------- | -------------------- | --------- | --------------------------- | -------- | --------- |
| 08./29.04.2020 | FK Dinamo Brest (I)  | (a)4:4(a) | FK Schachzjor Salihorsk (I) | 2:0      | 2:4       |
| 08./29.04.2020 | FK Slawija-Masyr (I) | 1:2       | BATE Baryssau (I)           | 1:0      | 0:2       |

## Finale
| Paarung         | BATE Baryssau – FK Dinamo Brest |
| Ergebnis        | 1:0 n. V. |
| Datum           | 24. Mai 2020 |
| Stadion         | Dinamo-Stadion, Minsk |
| Zuschauer       | 5.700 |
| Schiedsrichter  | Amin Kurhchjeli |
| Tore            | 1:0 Sachkau Wolkau (120.+1') |
| BATE Baryssau   | Anton Tschytschkan – Aleksandar Filipović, Sachkau Wolkau, Jehor Filipenko (42. Boris Kopitović), Bojan Nastić – Dsmitry Baha (101. Willum Þór Willumsson), Jauhen Jablonski, Stanislau Drahun, Ihar Stassewitsch , Maksim Skawysch – Pawel Njachajtschyk (65. Nemanja Milić) Cheftrainer: Kiryl Alschewskij |
| FK Dinamo Brest | Sjarhej Ihnatowitsch – Raman Jusaptschuk, Aljaksandr Paulawez, Gaby Kiki, Maksim Witus (105. Aleh Werazila) – Sjarhej Kisljak , Oleksandr Nojok, Pawel Sawizki, Michail Hardsjajtschuk, (70. Dsjanis Lapzeu) – Arzjom Bykau, Artem Milewskyj (106. Sjarhej Krywez) Cheftrainer: Sjarhej Kawaltschuk          |
| Gelbe Karten    | Dsmitry Baha, Boris Kopitović – Oleksandr Nojok, Sjarheh Kisljak, Gaby Kiki |